# Veleslavín
Veleslavín – część Pragi. W 2006 zamieszkiwało ją 6 548 mieszkańców.